# La Commune en chantant (livre)
Pour les articles homonymes, voir La Commune en chantant.
La Commune en chantant est un livre de Georges Coulonges écrit en mars 1970 pour l'anniversaire des 100 ans de la Commune de Paris, aux Éditeurs français réunis.  Ce livre est une étude de la Commune au travers de ses chansons.
Georges Coulonges en tirera par la suite un spectacle du même nom, interprété en grande partie par Mouloudji.
En 1971, sortira un disque 33 tours, au même nom. Œuvre collective où l'on retrouve Mouloudji, Francesca Solleville, Armand Mestral et les chœurs (Ensemble Madrigal de l'Île-de-France et Les Octaves).